# Drahomíra Tikalová

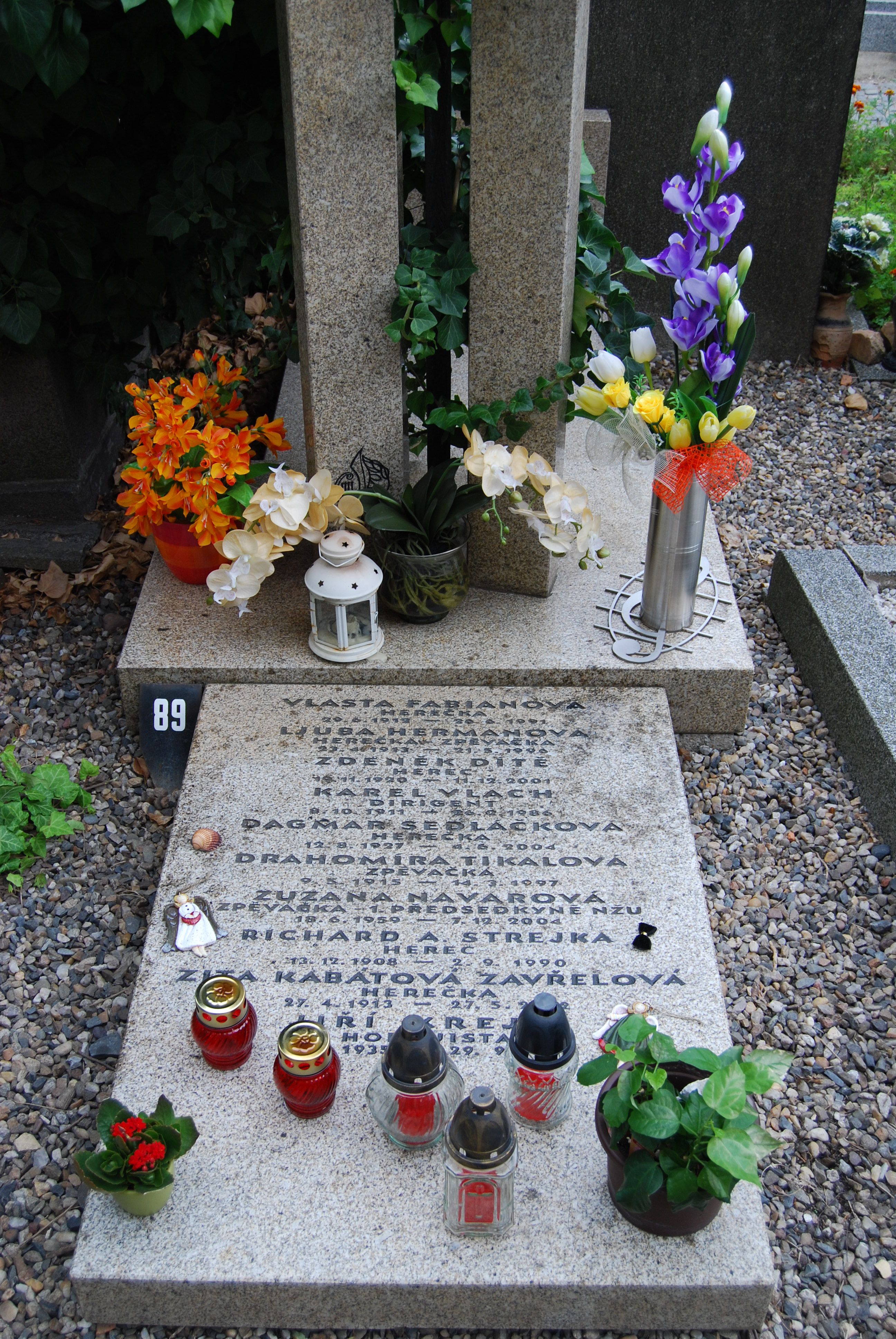
Hrob na Vyšehradě

Drahomíra Tikalová (9. května 1915, Berlín – 14. března 1997, Vsetín) byla česká operní pěvkyně – sopranistka.

## Rodina, studium
V roce 1932 maturovala na reálce v Hodoníně a pokračovala ve studiu medicíny na Masarykově univerzitě v Brně (1932–1938). Již od dětství se však věnovala hudbě a k jejím učitelům patřil hodonínský učitel a regenschori S. Svoboda, který sám byl žákem Leoše Janáčka. Hrála také na klavír a na housle.
Později se soukromě učila zpěvu u T. Černíka a L. Neumannové. V roce 1938 získala cenu na mezinárodní pěvecké soutěži ve Vídni.

## Angažmá, další činnost
V letech 1937 až 1942 byla angažována v opeře Státního divadla Brno. V roce 1943 se na základě nabídky dirigenta Václava Talicha stala sólistkou opery Národního divadla v Praze, kde pak působila až do roku 1984.
Hostovala v Polsku, Sovětském svazu, Maďarsku, Jugoslávii, Rakousku a NDR. Vystupovala také v brněnském rozhlase a natáčela gramofonové desky.

## Místo posledního odpočinku
Je pochována na Vyšehradském hřbitově v Praze v hrobě označovaném jako „Pomník českým hercům“, který byl odhalen v roce 1999 a je ve společné péči Herecké asociace a Nadace Život umělce. Jsou zde také uloženy ostatky Vlasty Fabianové, Ljuby Hermanové, Zuzany Navarové, Dagmar Sedláčkové, Zdeňka Dítě a Karla Vlacha.

## Role, výběr
- 1942 Bedřich Smetana: Hubička, Vendulka, Národní divadlo(j. h.), režie Ferdinand Pujman
- 1943 Bedřich Smetana: Prodaná nevěsta, Mařenka, Národní divadlo
- 1943 Georges Bizet: Carmen, Micaela, Národní divadlo
- 1945 Zdeněk Fibich: Šárka, Mlada, Národní divadlo, režie Josef Munclingr
- 1946 Antonín Dvořák: Rusalka, Rusalka, Národní divadlo, režie Hanuš Thein
- 1948 Rafael Kubelík: Veronika, Selka, Národní divadlo, režie Ferdinand Pujman
- 1953 Antonín Dvořák: Jakobín, Julie, Smetanovo divadlo, režie Hanuš Thein
- 1954 Bedřich Smetana: Čertova stěna, Katuška, Národní divadlo, režie Ferdinand Pujman
- 1961 Richard Strauss: Elektra, Chrysothemis, Národní divadlo, režie Karel Jernek
- 1962 W. A. Mozart: Don Giovanni, Donna Elvíra, Tylovo divadlo, režie Václav Kašlík
- 1968 Bedřich Smetana: Dvě vdovy, Karolina, Tylovo divadlo, režie Ladislav Štros
- 1971 Bedřich Smetana: Prodaná nevěsta, Ludmila, Národní divadlo, režie Přemysl Kočí
- 1973 P. I. Čajkovskij: Evžen Oněgin, Larina, Národní divadlo, režie Karel Jernek
- 1980 Bedřich Smetana: Tajemství, Hospodská, Tylovo divadlo, režie Karel Jernek

## Filmografie
- 1962 Bedřich Smetana: Prodaná nevěsta, Mařenka, dcera Krušinových – zpěv, režie Václav Kašlík (TV inscenace – záznam opery z ND)
- 1977 Leoš Janáček: Káťa Kabanová, zpěv, režie Václav Hudeček (TV film)

## Samostatné LP a CD
- 1978 Drahomíra Tikalová – Operní recitál, vyd. Supraphon (LP)
- 1990 Drahomíra Tikalová – Pěvecký portrét, vyd. Supraphon (LP)
- 2012 Drahomíra Tikalová, vyd. Radioservis (CD)

## Ocenění
- 1958 titul zasloužilá umělkyně
- 1975 titul zasloužilá členka ND
- 1980 titul národní umělkyně